# یانک‌مایتیش
یانک‌‌مایتیش (به مجاری:  Jánkmajtis) یک منطقهٔ مسکونی در مجارستان است که در سابولچ-ساتمار-برگ واقع شده‌است. یانک‌‌مایتیش ۲۵٫۰۳ کیلومتر مربع مساحت و ۱٬۷۳۶ نفر جمعیت دارد.